# XMLHttpRequest
Az XMLHttpRequest (XHR) egy API, ami böngészőkön belül elérhető olyan interpreteres nyelvben, mint például a JavaScript. Arra használható, hogy HTTP vagy HTTPS protokollon keresztül direkt küldjünk kéréseket egy webszerverhez, aztán majd annak a válaszát közvetlenül visszakapjuk például a kérő szkriptben. Fejlesztői változatban minden fontosabb böngésző támogatja URI sémákat HTTP vagy HTTPS protokollon keresztül. A visszaküldött adat, amelyet a szervertől kapunk vissza lehet JSON, XML, HTML, vagy egyszerű szöveg. A visszakapott adat közvetlenül használható arra, hogy a böngészőben az aktív weboldal tartalmát módosítsuk, az oldal újratöltése nélkül, az aktív oldalhoz tartozó DOM szerkesztésével. A visszakapott adat egyből kiértékelhető kliens oldalon lévő szkripttel, például a JSON formátumú válasz, ami nagyon egyszerűen átkonvertálható a kliens oldalon lévő szkript által használt adat objektummá.
XMLHttpRequestnek nagyon fontos szerepe van az Ajax web fejlesztési technikában. Jelenleg több weboldal is használja ezt a fajta technikát, annak érdekében, hogy minél használhatóbbak illetve, minél gyorsabban letölthetőek legyenek az adott oldalak. Több neves weboldal is létezik már, amelyek felhasználják ezt a technológiát, pl.: Gmail, Google Maps, Facebook és sokan mások.

## Története
Az "XMLHttpRequest" objektumot eredetileg a Microsoft Outlook Web Access fejlesztői alkották meg Microsoft Exchange Server 2000-hez. Az API-t "IXMLHTTPRequest"-nek nevezték el, és azt a koncepciót az MSXML második verziójában implementálták. Ezt a verziót 1999 márciusában a Internet Explorer 5.0-val adták ki. Engedélyezték a használatát az ActiveX-nek, amin belül IXMLHTTPRequest interfész az MSXML 'XMLHTTP wrapper-én keresztül volt használható.
A Mozilla projekt is alkalmazta ezt az interfészt, amelyet "nsIXMLHttpRequest"-nek neveztek el, a Gecko böngésző motorban. Amennyire csak lehetett a Mozilla megvalósítása
szorosan illeszkedett a Microsoft-éhoz. A Mozilla elkészített egy wrapper-t, ami lehetőséget adott arra, hogy ezt az interfészt Javascipt-en keresztül is használni lehessen. Létrehoztak egy JavaScipt objektumot, XMLHttpRequest-et. Az "XMLHttpRequest" objektum egy korai 0.6-os Gecko kiadásban már elérhető volt 2000. december 6-án, de ez sem volt teljesen működőképes egészen a 2002. június 5-én kiadott 1.0-s Gecko kiadásig.
A XMLHttpRequest objektum de-facto szabvánnyá vált a többi fontosabb böngészőben, mint például a Safari 2004 februári 1.2-es kiadásában, Konqueror, Opera 2005 áprilisi 8.0-s kiadásában, és az iCab 2005 szeptemberi 3.0b352 kiadásában.
2006. április 5-én Anne van Kesteren Opera Software-től és Dean Jackson W3C-től elkészítettek egy előzetes munka tervezetet a "XMLHttpRequest" objektumról, amit abban az éven World Wide Web konzorcium által publikálva lett. Célja a program specifikus kódokat elfedő réteg mögé gyűjtése, annak érdekében, hogy a fejlesztőknek ne kelljen platform specifikus kódokat írni. 2009. november 19-én adták ki az utolsó munka tervezetet "XMLHttpRequest"-ről.
A 2006 októberében kiadott Internet Explorer 7.0 volt az a kiadás, ahol a Microsoft a "XMLHttpRequest" objektum azonosítót hozzáadta a szkript nyelvéhez.
A böngésző független Javascipt könyvtárak megjelenésétől kezdve, ilyen például: jQuery, vagy a Prototype JavaScript Framework, a fejlesztők képesek használ a XMLHttpRequest funkcionalitását, anélkül, hogy közvetlenül az API szintjén kellene programozniuk. A prototípus támogatja az aszinkron kéréseket, aminek neve Ajax.Request. A jQuery egyfajta wrapper, ami biztosítja a hozzáférést a böngésző mélyebb szintű funkcióinak eléréséhez. A jQuery objektumok reprezentálnak vagy egyfajta wrapper objektumot képeznek a már létező HTML elemkhez a kliens oldali DOM-ban. Minden objektum rendelkezik egy .load()paraméterrel, ami lehetővé teszi URI paraméterek fogadását, majd egy ilyen objektum fogadásánal elkészít hozzá egy XMLHttpRequest-et, az ebből visszakapott HTML-hez, elkészít jQuery objektumot.
A W3C a XMLHttpRequest objektum első munka tervezetének publikálása óta, nyilvánosságra hozta már a "2. szintű XMLHttpRequest" -t is 2008. február 25-én. A 2. szint bővebb kiterjesztése a XMLHttpRequest-nek, de jelenleg nem kizárólagosan, vagyis nem minden böngészőben érhető el. Ilyen bővítések például a folyamat események, támogatja az oldalak közötti lekérdezést, illetve a képes kezelni a bájt folyamot. 2011. augusztus 16-án adták ki a legfrissebb specifikációt a 2. szintű XMLHttpRequest-ről, ami még mindig tervezet státuszban van. 2011. december 5-e óta a 2. szintű tervezet hozzá lett adva a XMLHttpRequest fő specifikációjához és így nincs többé 1. és 2. verzió.

### Internet Explorer 5, 5.5 és 6 verziók támogatása
Az Internet Explorer 5. és 6. verziójának szkript nyelvében nincs definiálva a XMLHttpRequest objektum azonosító, mert akkor még nem volt szabvány, mikor azokat kiadták. Visszafelé kompatibilitással elérték hogy akkor is detektálható legyen, ha a XMLHttpRequest azonosító nem létezik.
Azok az oldalak, amik használnak XMLHttpRequest-et vagy XMLHTTP-t, kisebb implementásáli különbségekkel enyhítése miatt a XMLHttpRequest egy JavaScript wapper mögött található, vagy egy már létező keretrendszer mögött, ami hasonlóképp működik. Minden esetben a wrapper képes észlelni az aktuális implementáció képességeit és képes működni a követelményeknek megfelelően.
Mióta a Microsoft nem támogatja a Windows XP-t az Internet Explorer 6-tal, azóta a JavaScript-be beágyazott XMLHttpRequest támogatva van. Erre példa a következő:
```
/*

   Provide the XMLHttpRequest constructor for Internet Explorer 5.x-6.x:

   Other browsers (including Internet Explorer 7.x-9.x) do not redefine

   XMLHttpRequest if it already exists.

   This example is based on findings at:

   http://blogs.msdn.com/xmlteam/archive/2006/10/23/using-the-right-version-of-msxml-in-internet-explorer.aspx

*/

if
 
(
typeof
 
XMLHttpRequest
 
==
 
"undefined"
)

  
XMLHttpRequest
 
=
 
function
 
()
 
{

    
try
 
{
 
return
 
new
 
ActiveXObject
(
"Msxml2.XMLHTTP.6.0"
);
 
}

      
catch
 
(
e
)
 
{}

    
try
 
{
 
return
 
new
 
ActiveXObject
(
"Msxml2.XMLHTTP.3.0"
);
 
}

      
catch
 
(
e
)
 
{}

    
try
 
{
 
return
 
new
 
ActiveXObject
(
"Microsoft.XMLHTTP"
);
 
}

      
catch
 
(
e
)
 
{}

    
//Microsoft.XMLHTTP points to Msxml2.XMLHTTP and is redundant

    
throw
 
new
 
Error
(
"This browser does not support XMLHttpRequest."
);

  
};

```

## További cikkek
- WebSockets
- Hypertext Transfer Protocol
- Representational State Transfer
- Ajax

## Külső hivatkozások

### Specifikációk
- XMLHttpRequest (level 1) specification from W3C (abandoned Candidate Recommendation)
- XMLHttpRequest level 2 specification from W3C (Working Draft)
  - Cross-Origin Resource Sharing
  - Progress Events 1.0

### Böngészők
- MSDN Library
  - Specification of the XMLHttpRequest object for Microsoft developers
  - XDomainRequest
- Specification of the XMLHttpRequest object for Mozilla developers Archiválva 2012. május 5-i dátummal a Wayback Machine-ben
- Specification of the XMLHttpRequest object for Opera developers